# Ajax (Ontario)
Pour les articles homonymes, voir Ajax.
Ajax (prononcé en anglais : /ˈeɪ.dʒæks/) est une ville ontarienne située dans la division de recensement de Durham.

## Situation
Ajax est située dans la région du Grand Toronto sur la rive nord du lac Ontario.

## Chronologie municipale
Le premier conseil municipal fut élu le 13 décembre 1954.

## Histoire
Avant la Seconde Guerre mondiale, le territoire où Ajax est située était la partie rurale du canton de Pickering. La municipalité fut fondée en 1941 quand une usine d'obus de la Defence Industries Limited (D.I.L.) fut construite et qu'un village a grandi autour.
Après la Seconde Guerre mondiale, l'Université de Toronto utilisa les bâtiments de D.I.L. pour son école d'ingénierie et plus de gens emménagea à Ajax.

## Démographie
| 2001   | 2006   | 2011    | 2016    |
| ------ | ------ | ------- | ------- |
| 73 753 | 90 167 | 109 600 | 119 677 |

## Toponyme
La ville fut nommée Ajax en honneur du croiseur HMS Ajax qui s'est illustré durant la Seconde Guerre mondiale.

## Économie
En 1945, avec la fermeture de l'usine d'armement, il n'y avait pas d'industrie à Ajax. Mais en 1949 Dowty Aerospace y débuta ses activités.
D'autres compagnies s'y installèrent par la suite : Volkswagen, DuPont, Siemens, Paintplas, Ajax Textile, AEG Bayly Engineering et plusieurs autres.